# ضبطية قضائية
الضبطيّة القضائيّة هي مجموعة من الإجراءات والاختصاصات والعمليات الخاصة التي يُنفذّها المسؤول عن الضبط القضائيّ؛ من أجل البحث حول جريمة معينة أو الأشخاص الذين ارتكبوها؛ بهدف جمع التحرّيات الخاصة بها، وتُعرَّف الضبطيّة القضائيّة بأنّها دور الأجهزة المسؤولة عن تنفيذ المهام التي تساعد على معرفة جريمة ما، مثل دور جهاز الأمن الوطنيّ في تطبيق الضبط القضائيّ في المجتمع. من التعريفات الأُخرى للضبطيّة القضائيّة هي تطبيق عدّة سلطات قانونيّة عند ظهور خللٍ في النظام العام؛ نتيجة حدوث جريمة ما.